# Жихлін (Поморське воєводство)
Жихлін (пол. Żychlin) — село в Польщі, у гміні Потенґово Слупського повіту Поморського воєводства.
Населення — 117 осіб (2011).
У 1975-1998 роках село належало до Слупського воєводства.

## Демографія
Демографічна структура станом на 31 березня 2011 року:
|          | Загалом | Допрацездатний вік | Працездатний вік | Постпрацездатний вік |
| -------- | ------- | ------------------ | ---------------- | -------------------- |
| Чоловіки | 59      | 16                 | 42               | 1                    |
| Жінки    | 58      | 15                 | 32               | 11                   |
| Разом    | 117     | 31                 | 74               | 12                   |